# Pus (Einheit)
Pus war ein griechisches Längenmaß und gilt als Fuß.
- 1 Pus = 0,3083 Meter  (etwa 31 Zentimeter)